# Tricia Devereaux
Tricia Devereaux, pseudonimo di Karen Stagliano (Illinois, 12 gennaio 1975), è un'ex attrice pornografica statunitense.

## Biografia e carriera pornografica
La Devereaux crebbe "in una piccola città ad un paio d'ore fuori da Chicago," dove ricevette una rigida educazione e studiò in una scuola cattolica. Frequentò un college del Midwest raggiungendo il diploma di laurea in Biologia dal college in Missouri seguì un anno di studi in medicina. Prima di iniziare a studiare medicina, sposò il suo fidanzato Patrick. Patrick ottennè un lavoro come buttafuori in uno strip club e la Devereaux iniziò a frequentarlo occasionalmente. Gli altri ballerini la incoraggiarono ad entrare in una competizione amatoriale del club che lei vinse; e la portò a lavorare li per racimolare qualche soldo in più. Il club ebbe una serie di pornostars fissi con spettacoli come ballerini– nomi come: Victoria Paris, Jeanna Fine e Samantha Strong. Vedendo il guadagno extra, Devereaux mandò delle fotografie alla rivista Hustler per la "Beaver Hunt", che vennero pubblicate. Allo stesso tempo Devereaux raggiunse la quinta posizione nella classifica Déjà Vu come stripper dell'anno. 
Raggiunse Los Angeles su richiesta di Joey Silvera (vide le fotografie spedite a Jim South), dove fece la sua prima scena on-camera con Silvera in Fashion Sluts 7. Dopo diverse apparizioni cinematografiche, Devereaux venne allontanata dalla scuola di medicina perché accusata di falso in un test; Devereaux ricusò la scuola sostenendo che la vera ragione dell'allontanamento stava nel suo coinvolgimento nell'industria pornografica. Anche se frequentò una scuola cattolica, in un'intervista del 2007, dichiara di essere agnostica. Nel 1998, Devereaux è stata contagiata dall'HIV durante una scena con Marc Wallice.
Attualmente conosciuta come Karen Stagliano, è anche la comproprietaria di Evil Angel, una compagnia di produzione, con il marito John Stagliano

## Riconoscimenti
- AVN Awards
- 1998 – Best All-Girl Sex Scene (video) per Cellar Dwellers 2 con Jeanna Fine e P.J. Sparxx[14]
- 2003 – Best Editing -Film per The Fashionistas con John Stagliano[15]
- XRCO Award
  - 2011 – Hall of Fame[16]

Altri premi
- 1996 CAVR Starlet of the Year[17]

## Filmografia

### Attrice
- Joey Silvera's Fashion Sluts 7 (1995)
- Nasty Nymphos 11 (1995)
- Anal Cornhole Cutie (1996)
- Anal Fireball (1996)
- Anal Honey Pie 1 (1996)
- Asses Galore 3: Pure Evil (1996)
- Asses Galore 5: T.T. vs. The World (1996)
- Barby's on Butt Row (1996)
- Blue Saloon (1996)
- Cellar Dweller (1996)
- Crack Attack (1996)
- Cumback Pussy 1 (1996)
- Dirty Dirty Debutantes 2 (1996)
- Dirty Tricks 2 (1996)
- Double Pleasures (1996)
- Gang Bang Dollies (1996)
- Gangbang Girl 17 (1996)
- Hardcore Fantasies 6 (1996)
- Hypnotic Hookers 2 (1996)
- Kink 3 (1996)
- KSEX 106.9 1 (1996)
- Moondance (1996)
- Nektar (1996)
- No Man's Land 15 (1996)
- Perverted Stories 10: Perverted Fairy Tales (1996)
- Private Dancers (1996)
- Private Stories 11 (1996)
- Private Stories 14 (1996)
- Puritan Magazine 5 (1996)
- Puritan Magazine 6 (1996)
- Scotty's X-rated Adventure (1996)
- Sexual Atrocities (1996)
- Shocking Truth (1996)
- Sorority Sex Kittens 3 (1996)
- Triple X 17 (1996)
- Triple X 18 (1996)
- Violation (1996)
- Voyeur 6 (1996)
- War Whores (1996)
- Young and Natural 13 (1996)
- Young and Natural 14 (1996)
- Young and Natural 15 (1996)
- Young and Natural 17 (1996)
- Young and Natural 18 (1996)
- 18 and DP'd (1997)
- Abuse of Power (1997)
- Ass Gas And The Mystical Glop (1997)
- Bad Wives 1 (1997)
- Blowjob Adventures of Dr. Fellatio 1 (1997)
- Buffy Malibu's Nasty Girls 13 (1997)
- Buffy Malibu's Nasty Girls 15 (1997)
- California Butt Sluts 2 (1997)
- Cellar Dweller 2: Back in the Basement (1997)
- Convention Cuties (1997)
- Dirty Bob's Xcellent Adventures 29 (1997)
- Eternal Lust 2 (1997)
- Female of the Species (1997)
- Femania (1997)
- House of Flesh 2 (1997)
- Lucky Coxx Strikes (1997)
- My First Time (1997)
- Nasty Nymphos 16 (1997)
- Over The Top (1997)
- Party Pack 3 (1997)
- Private Stories 19 (1997)
- Private Stories 20 (1997)
- Show 2 (1997)
- Sid Deuced By The Night (1997)
- Sin-a-matic (1997)
- Smoke and Mirrors (1997)
- Sodomania: Slop Shots 2 (1997)
- Summer Wind 1 (1997)
- Summer Wind 2 (1997)
- Surrogate (1997)
- Temporary Positions (1997)
- Topless Truck Stop (1997)
- Triple X 22 (1997)
- Triple X 23 (1997)
- Triple X 24 (1997)
- Triple X 25 (1997)
- University Coeds 3 (1997)
- Up Your Ass 6 (1997)
- Week and a Half in the Life of a Prostitute (1997)
- Where The Girls Sweat 4 (1997)
- World Class Ass 1 (1997)
- Bad Girls 10: In the Cage (1998)
- City Whores (1998)
- Coed Carwash (1998)
- Cumming Apart (1998)
- Doomsday (1998)
- Gangland 2 (1998)
- Her Rear Window (1998)
- I Believe In Love 2 (1998)
- Jealousy (1998)
- Party Pack 4 (1998)
- Perverted Passions (1998)
- Puritan Magazine 17 (1998)
- Pussy Poppers 6 (1998)
- S.M.U.T. 7 (1998)
- Swap Meat Chicks (1998)
- Treasure Hunt (1998)
- University Coeds 7 (1998)
- Voyeur's Favorite Blowjobs And Anals 2 (1998)
- Where the Girls Are (1998)
- Whore Stories (1998)
- XRCO Awards 1998 (1998)
- Deep Inside Kylie Ireland (1999)
- Voyeur's Favorite Blowjobs And Anals 3 (1999)
- Buttman's Toy Stories (2000)
- Cum Sucking Whore Named Tricia Deveraux (2000)
- Hayride Honeys (2000)
- Las Vegas Revue 2000 (2000)
- Ass Angels 2 (2001)
- Best of Private: Double Penetrations (2001)
- 4 A Good Time Call (2002)
- Fashionistas 1 (2002)
- Sodomania: Slop Shots 11 (2002)
- Adult Video News Awards 2003 (2003)
- Cum Buckets 3 (2005)
- Rack 'em (2005)
- Tricia Devereaux Exposed (2006)
- Fashionistas Safado: Berlin (2007)
- Black Gangbangers 1 (2008)
- Defend Our Porn (2008)
- True History of Fashion Sluts (2012)
- Voracious (2012)

### Regista
- Buttman's Vault of Whores (2005)
- Defend Our Porn (2008)